# 기원전 29세기
기원전 29세기는 기원전 2900년부터 기원전 2801년까지를 말한다.

## 주요 사건
- 수메르 초기왕조 1기의 시작.
- 이라크 애쉬눈나 광장 사원에서 봉헌 조각상이 만들어짐.
- 수메르 그림문자가 표음문자로 발전함.
- 마리 왕국의 건설.
- 아카드어로 적힌 이름이 쓰여짐.
- 홍방 왕조의 건설.
- 메소포타미아에서 전쟁이 계속됨.
- 이집트 제1왕조 몰락하고 이집트 제2왕조 건설됨.
- 프로메테우스 나무가 발아함.
- 이집트에서 1년이 365일인 달력이 만들어짐.
- 중화인민공화국 삼황오제 시대 시작.
- 므두셀라 나무가 발아함.
- 발레아레스 동굴염소의 멸종.
- 아프리카와 남극 사이에 소행성 또는 혜성이 충돌함.
- 우르가 수메르에서 가장 부유한 도시가 됨.

## 발명, 발견, 과학사
- 이 시기를 전후하여 물뱀자리 알파가 남극성이었다.

## 년대와 년도
| 기원전 2900년대 | 전2909 | 전2908 | 전2907 | 전2906 | 전2905 | 전2904 | 전2903 | 전2902 | 전2901 | 전2900 |
| 기원전 2890년대 | 전2899 | 전2898 | 전2897 | 전2896 | 전2895 | 전2894 | 전2893 | 전2892 | 전2891 | 전2890 |
| 기원전 2880년대 | 전2889 | 전2888 | 전2887 | 전2886 | 전2885 | 전2884 | 전2883 | 전2882 | 전2881 | 전2880 |
| 기원전 2870년대 | 전2879 | 전2878 | 전2877 | 전2876 | 전2875 | 전2874 | 전2873 | 전2872 | 전2871 | 전2870 |
| 기원전 2860년대 | 전2869 | 전2868 | 전2867 | 전2866 | 전2865 | 전2864 | 전2863 | 전2862 | 전2861 | 전2860 |
| 기원전 2850년대 | 전2859 | 전2858 | 전2857 | 전2856 | 전2855 | 전2854 | 전2853 | 전2852 | 전2851 | 전2850 |
| 기원전 2840년대 | 전2849 | 전2848 | 전2847 | 전2846 | 전2845 | 전2844 | 전2843 | 전2842 | 전2841 | 전2840 |
| 기원전 2830년대 | 전2839 | 전2838 | 전2837 | 전2836 | 전2835 | 전2834 | 전2833 | 전2832 | 전2831 | 전2830 |
| 기원전 2820년대 | 전2829 | 전2828 | 전2827 | 전2826 | 전2825 | 전2824 | 전2823 | 전2822 | 전2821 | 전2820 |
| 기원전 2810년대 | 전2819 | 전2818 | 전2817 | 전2816 | 전2815 | 전2814 | 전2813 | 전2812 | 전2811 | 전2810 |
| 기원전 2800년대 | 전2809 | 전2808 | 전2807 | 전2806 | 전2805 | 전2804 | 전2803 | 전2802 | 전2801 | 전2800 |
| 기원전 2790년대 | 전2799 | 전2798 | 전2797 | 전2796 | 전2795 | 전2794 | 전2793 | 전2792 | 전2791 | 전2790 |